# イリヤ・アブラモビッチ・エフロン
イリヤ・アブラモビッチ・エフロン（ロシア語: Илья Абрaмович Ефрoн 1847年ロシア帝国ヴィルナ（現リトアニア、ヴィリニュス）、 - 1917年4月19日 ロシア共和国ペトログラード（現サンクトペテルブルク））は、革命前のロシアで最も有名なタイポグラファーであり本の出版社の名称でもある。ユダヤ教 ハシディズムの長であった Vilna Gaon の母系ひ孫。1907年から、ユダヤ人の科学出版協会のメンバーだった。
ブロックハウス・エフロン百科事典、ブロックハウス・エフロン ユダヤ人百科事典、ブリタニカ百科事典第11版など、多くの百科事典に関わるほか、医学・工学・自然史・文学（ロシア文学、「偉大な作家の図書館」20巻では、フリードリヒ・フォン・シラー、シェイクスピア、ジョージ・ゴードン・バイロン、アレクサンドル・プーシキン、モリエールなどを収録）など多くの書籍の出版に関わった。